# Мезековачхаза
Мезековачхаза (мађ. Mezőkovácsháza) је мањи град у жупанији Бекеш у Мађарској. 
Градска права је добила 1986. године, а Реформатушковачхаза је њен део од 1969. године. Насеље има термалну бању. Град је дуго био значајан центар ужег окружења и једно је од три насеља у округу која нису социјално, економски и инфраструктурно заостала и где незапосленост није озбиљан проблем.
Удео људи немађарске националности је низак: према подацима пописа из 2011. овде живе само Роми и Румуни у пропорцији већој од 1%, националности општина

## Демографија
У 2001. години, 98% градског становништва изјаснило се као Мађари, 1% Роми и 1% друге (углавном немачке, румунске и словачке) националности.
Током пописа из 2011. године, 82,4% становника изјаснило се као Мађари, 1,3% као Роми, 0,6% као Немци, 1,1% као Румуни и 0,3% као Словаци (17,4% се није изјаснило, због двоструког идентитета укупан број може бити већи од 100%). 
Верска дистрибуција је била следећа: римокатолици 34,2%, реформисани 5,5%, лутерани 1,1%, неденоминациони 28% (29,5% се није изјаснило).
У граду делује независна општина ромске и румунске мањине. Свакој националности припада 50 до 60 људи, а у граду живи и неколико десетина људи словачког и немачког порекла. Предлагано је и успостављање немачке и словачке мањинске самоуправе, али су те идеје одбачене.
- Између 0-2 године: 139 (2,2%)
- Између 3-5 године: 148 (2,4%)

- Између 6-13 године: 398 (6,4%)

- Између 14-17 године: 221 (3,5%)
- Између 18-59 године: 3.760 (60,3%)
- Изнад 60 година: 1.588 (25,2%)

На дан 31. децембра 2013. године, 60,1 одсто становништва Мезековачхазе било је радно способно, 25,4 одсто старијих, а 14,5 одсто деце и адолесцената.